# Karl Ettlinger
Karl Ettlinger (Pseudonyme: Karlchen, Helios, Bim; * 22. Januar 1882 in Frankfurt am Main; † 29. Mai 1939 in Berlin) war ein deutscher Journalist und humoristischer Schriftsteller.

## Leben
Ettlinger war ein Sohn des jüdischen Frankfurter Kaufmanns Emil Ettlinger und seiner Frau Mathilde geb. Oppenheim. Seine Brüder waren der Philosoph Max Ettlinger und der Jurist Shlomo Ettlinger. Ab 1902 veröffentlichte er regelmäßig Gedichte in Frankfurter Mundart in der damals sehr populären Wochenzeitschrift Die Jugend (siehe auch: Jugendstil).
Als glühender Patriot zog er in den Ersten Weltkrieg und schrieb Karlchens Kriegsberichte mit einer Auflage von rund 150.000 Exemplaren. 1916 schwer verwundet wurde er nach langem Lazarettaufenthalt aus dem Kriegsdienst entlassen.
Nach dem Krieg kurzzeitig Redaktionsleiter der Jugend, arbeitete er ab 1918 als Freier Schriftsteller. 1927 beendete er die Zusammenarbeit mit der Zeitschrift.
Er schrieb in deutschsprachigen Zeitungen und Zeitschriften, war Mitarbeiter bei Rundfunksendungen und trat häufig in Kabaretts auf. Mit Karlchenabenden war er besonders in Badeorten und größeren Städten in Deutschland unterwegs.
1933 mit der Machtübernahme des Nationalsozialismus wurde er mit ersten Arbeitsverboten belegt. 1939 erhielt er endgültiges Schreibverbot und die Auflage, seinen Wohnort Egern am Tegernsee zu verlassen.
Zur Vorbereitung der Ausreise zu seinem Bruder in die USA reiste er über Frankfurt nach Berlin. Dort musste er an der Galle operiert werden und erlag einem Herzversagen nach der Operation in einem jüdischen Krankenhaus. Er liegt in Frankfurt begraben.

## Werk
Von Ettlinger liegen rund 40 Buchveröffentlichungen und rund 1700 Artikel in der Zeitschrift Jugend vor, teilweise in Neuauflagen.
Sein Leben lang fühlte er sich mit seiner Heimatstadt Frankfurt verbunden, einige Werke sind in Frankfurter Mundart verfasst.
Seit 2002 würdigt das Frankfurter Mundart-Rezitations-Theater REZI*BABBEL den Frankfurter Lausbub mit dem Programm Ach, Fräulein, forchbar wallt mei Blut!, welches auch auf CD erhältlich ist.

## Werke
- Fräulein Tugendschön, die edle Gouvernante und andere Humoresken. Georg Müller, München.
- Moritzchens Tagebuch. Mitgeteilt von Karl Ettlinger. Berlin 1908
- Tagebuch eines Glücklich-Verheirateten. Unterschlagen und mitgeteilt von Karlchen. Georg Müller, München.
- Grandebouche und Lausikoff, 1915 (erschien in 60 Auflagen)
- Die geteilte Walküre
- Unschenierte Gedichtcher von eme alde Frankforder, 1916
- Benno Stehkragen, 1917 (100 000 verkaufte Exemplare)
- Der Kanuff und andere Humoresken. Georg Müller, München.
- In Freiheit dressiert. Humoresken. Georg Müller, München.
- Lieder eines Landsturmmannes. Georg Müller, München.
- Unsere Donna. Das Tagebuch eines modernen Dienstmädchens. Georg Müller, München.
- Mister Galgenstrick, 1915 (brachte es auf 150 000 verkaufte Exemplare)
- Der Widerspenstigen Zähmung. Roman. Georg Müller, München.
- Marquis Bonvivant. Mit Zeichnungen von M. Schwarzer. Georg Müller, München.
- Das Verhältnis
- Die verhexte Stadt. Eine heitere Spitzbubengeschichte. Georg Müller, München 1922.
- Die duldsame Eva. Erzählung. Georg Müller, München.
- Karlchen-Album. Mit lustigen Zeichnungen von Carl Sturtzkopf. Georg Müller, München 1923.
- Aus fröhlichem Herzen, 1928
- Der erschossene Storch, 1930
- Der ewige Lausbub, 1931